# Pont ferroviaire de Conwy
Pour les articles homonymes, voir Conwy.
Le Pont ferroviaire de Conwy, situé sur la ligne du North Wales Main Line, franchit le fleuve Conwy entre Llandudno Junction et la ville de Conwy (Pays de Galles).

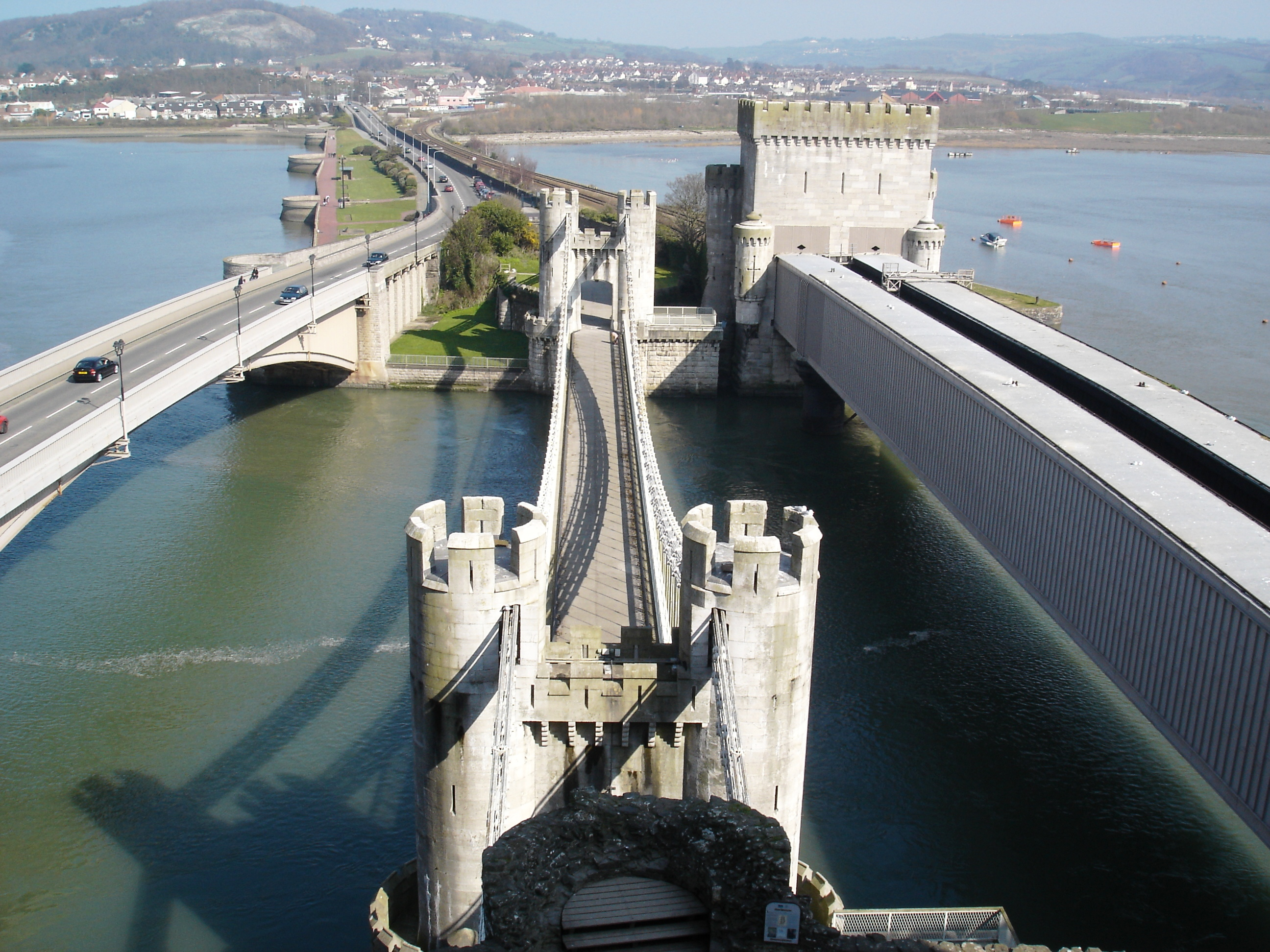
Les trois ponts de Conwy : le pont moderne, le pont suspendu de Telford et le pont tubulaire de Stephenson.

## Le dernier des ponts tubulaires

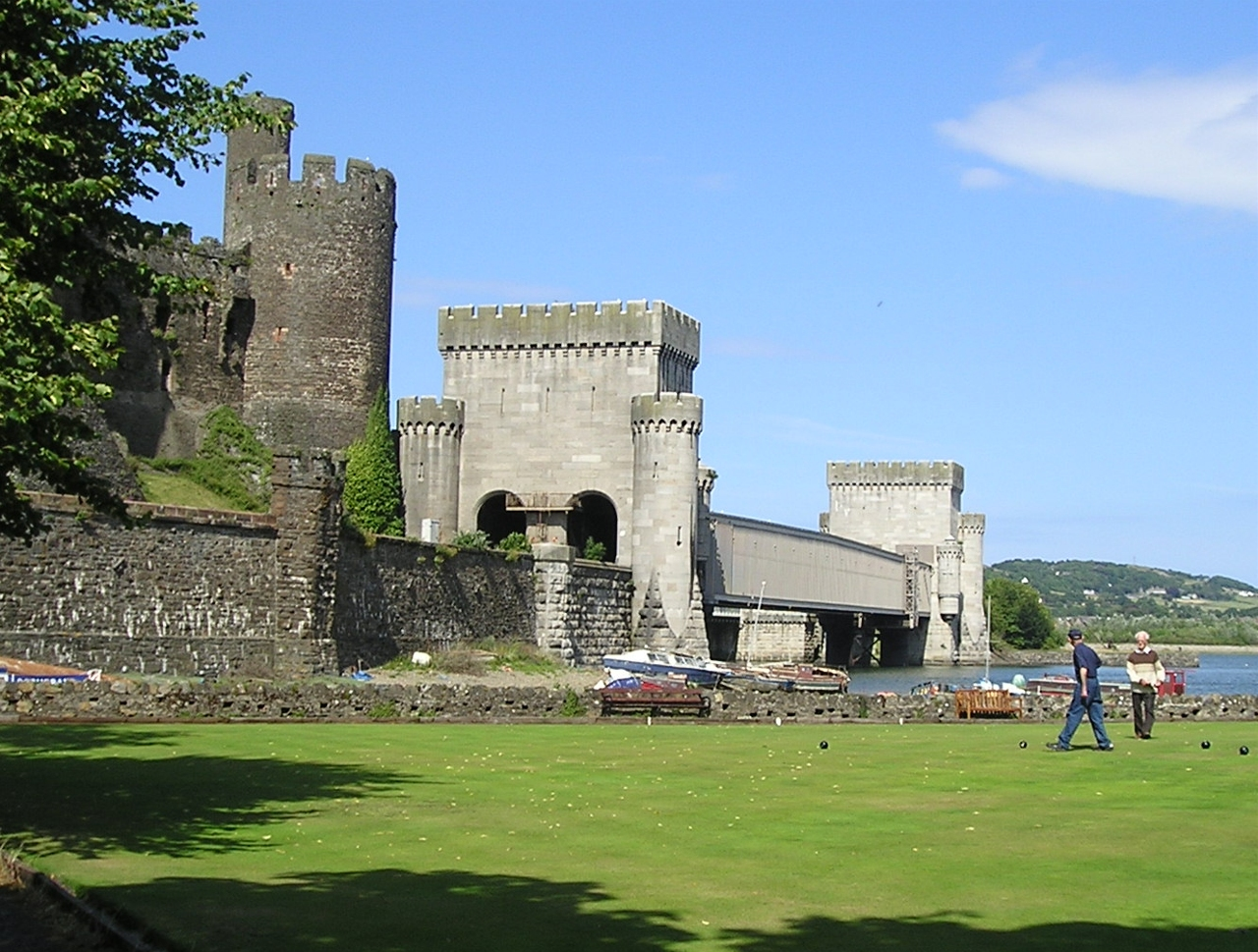
Jeu de bowling et pont ferroviaire de Conwy

Ce pont tubulaire en fer forgé, à double voie en deux tubes séparés, fut construit par Robert Stephenson. Il fut achevé en 1849 et inauguré l'année suivante.
Il est de construction similaire au pont Britannia (1850), du même ingénieur. Depuis la transformation du pont Victoria (Montréal) en 1898 et l'incendie du pont Britannia en 1970, le pont ferroviaire de Conwy est le dernier survivant de cette technique imaginée par Stephenson.
Il est situé juste à côté du pont suspendu de Conwy, construit par l'ingénieur Thomas Telford en 1826.